# Лутс, Теодор Хиндрикович
Теодор Хиндрикович Лутс (эст. Theodor Luts; 2 (14) августа 1896, Паламусе — 24 сентября 1980, Сан-Паулу) — эстонский кинорежиссер и кинооператор. Один из пионеров эстонской кинематографии. Его патриотический фильм Noored kotkad (Молодые орлы, 1927) считается одним из основополагающих для эстонского кино, а фильм Päikese lapsed (Дети Солнца, 1932), режиссированный Лутсем — первый эстонский полнометражный звуковой фильм.

## Биография
Учился на экономическом факультете Таллинский учительской семинарии. Принимал участие в освободительной войне. Окончив военное училище, стал офицером артиллерии, служил в армии. Затем был учителем современных танцев. В 1926—1927 годах учился кинематографии в Париже.
С 1927 по 1932 год снял в Эстонии 3 игровых и около 10 документальных фильмов. Его первой работой стал фильм об освободительной войне Noored kotkad (Молодые орлы, 1927).
Работал на субсидируемой государством киностудии Eesti Kultuurfilm. В 1932 году уехал в Финляндию, где сделал успешную карьеру. До 1939 года он снял там в качестве оператора 20 игровых фильмов. В 1942 году вместе с финскими коллегами основал кинообщество «Фенно-Фильми». Там он с 1943 по 1944 год в качестве режиссёра и продюсера снял 6 игровых фильмов. Среди них Salainen ase (1943) и Varjoja Kannaksella (1943). Затем переехал в Швецию, где в 1945—1946 годах работал оператором. В 1947 году эмигрировал в Бразилию. Там он снял фильм Caraça, Porta do Céu в 1950 году.
Снятые в Эстонии фильмы Теодора Лутса хранятся в Эстонском киноархиве.

## Семья
Жена Акселла Лутс (1905—2005), которая сыграла в его фильме Noored kotkad и была соавтором нескольких сценариев.
Его старший брат — классик эстонской литературы Оскар Лутс (1887—1953).